# Résultats détaillés des championnats d'Europe d'athlétisme 2016
Résultats détaillés des Championnats d'Europe d'athlétisme 2016 à Amsterdam.
| Courses : 100 m - 200 m - 400 m - 800 m - 1 500 m - 5 000 m - 10 000 m - Semi-marathon Obstacles : 100 m haies - 110 m haies - 400 m haies - 3 000 m steeple Sauts : Hauteur - Perche - Longueur - Triple saut Lancers : Poids - Disque - Marteau - Javelot Relais : 4 × 100 m - 4 × 400 m Épreuves combinées : Décathlon - Heptathlon Légende - Liens externes |

## 100 m
| Rang | Pays        | Athlète          | Temps   |
| ---- | ----------- | ---------------- | ------- |
| 1    | Pays-Bas    | Churandy Martina | 10 s 07 |
| 2    | Turquie     | Jak Ali Harvey   | 10 s 07 |
| 3    | France      | Jimmy Vicaut     | 10 s 08 |
| 4    | Espagne     | Bruno Hortelano  | 10 s 12 |
| 5    | Royaume-Uni | James Ellington  | 10 s 19 |
| 6    | Turquie     | Ramil Guliyev    | 10 s 23 |
| 7    | Pays-Bas    | Solomon Bockarie | 10 s 25 |
| 8    | Royaume-Uni | Richard Kilty    | DQ      |

| Rang | Pays        | Athlète             | Temps   |
| ---- | ----------- | ------------------- | ------- |
| 1    | Pays-Bas    | Dafne Schippers     | 10 s 90 |
| 2    | Bulgarie    | Ivet Lalova-Collio  | 11 s 20 |
| 3    | Suisse      | Mujinga Kambundji   | 11 s 25 |
| 4    | Royaume-Uni | Asha Philip         | 11 s 27 |
| 5    | Ukraine     | Nataliya Pohrebnyak | 11 s 28 |
| 6    | Allemagne   | Tatjana Pinto       | 11 s 33 |
| 7    | France      | Floriane Gnafoua    | 11 s 36 |
| 8    | Royaume-Uni | Desiree Henry       | DNF     |

## 200 m
| Rang | Pays        | Athlète                  | Temps   |
| ---- | ----------- | ------------------------ | ------- |
| 1    | Espagne     | Bruno Hortelano          | 20 s 45 |
| 2    | Turquie     | Ramil Guliyev            | 20 s 51 |
| 3    | Royaume-Uni | Danny Talbot             | 20 s 56 |
| 4    | Pays-Bas    | Solomon Bockarie         | 20 s 56 |
| 5    | Royaume-Uni | Nethaneel Mitchell-Blake | 20 s 60 |
| 6    | Italie      | Davide Manenti           | 20 s 66 |
| 7    | Suisse      | Alex Wilson              | 20 s 70 |
| -    | Pays-Bas    | Churandy Martina         | DQ      |

| Rang | Pays        | Athlète             | Temps        |
| ---- | ----------- | ------------------- | ------------ |
| 1    | Royaume-Uni | Dina Asher-Smith    | 22 s 37 (SB) |
| 2    | Bulgarie    | Ivet Lalova-Collio  | 22 s 52 (SB) |
| 3    | Allemagne   | Gina Lückenkemper   | 22 s 74      |
| 4    | Pays-Bas    | Jamile Samuel       | 22 s 83 (SB) |
| 5    | Ukraine     | Nataliya Pohrebnyak | 22 s 84      |
| 6    | Royaume-Uni | Jodie Williams      | 22 s 96      |
| 7    | Pays-Bas    | Tessa van Schagen   | 23 s 03      |
| 8    | Allemagne   | Lisa Mayer          | 23 s 10      |

## 400 m
| Rang | Pays        | Athlète             | Temps   |
| ---- | ----------- | ------------------- | ------- |
| 1    | Royaume-Uni | Martyn Rooney       | 45 s 29 |
| 2    | Tchéquie    | Pavel Maslák        | 45 s 36 |
| 3    | Pays-Bas    | Liemarvin Bonevacia | 45 s 41 |
| 4    | Belgique    | Kévin Borlée        | 45 s 60 |
| 5    | Slovénie    | Luka Janežič        | 45 s 65 |
| 6    | Pologne     | Rafał Omelko        | 45 s 67 |
| 7    | France      | Mame-Ibra Anne      | 45 s 75 |
| 8    | Italie      | Matteo Galvan       | 45 s 80 |

| Rang | Pays        | Athlète            | Temps        |
| ---- | ----------- | ------------------ | ------------ |
| 1    | Italie      | Libania Grenot     | 50 s 73 (SB) |
| 2    | France      | Floria Gueï        | 51 s 21      |
| 3    | Royaume-Uni | Anyika Onuora      | 51 s 47      |
| 4    | Royaume-Uni | Christine Ohuruogu | 51 s 55      |
| 5    | Pologne     | Małgorzata Hołub   | 51 s 89      |
| 6    | Pologne     | Justyna Święty     | 51 s 96      |
| 7    | Serbie      | Tamara Salaški     | 52 s 23      |
| 8    | Pays-Bas    | Nicky van Leuveren | 52 s 76      |

## 800 m
| Rang | Pays               | Athlète               | Temps         |
| ---- | ------------------ | --------------------- | ------------- |
| 1    | Pologne            | Adam Kszczot          | 1 min 45 s 18 |
| 2    | Pologne            | Marcin Lewandowski    | 1 min 45 s 54 |
| 3    | Royaume-Uni        | Elliot Giles          | 1 min 45 s 54 |
| 4    | Bosnie-Herzégovine | Amel Tuka             | 1 min 45 s 74 |
| 5    | France             | Pierre-Ambroise Bosse | 1 min 45 s 79 |
| 6    | Pays-Bas           | Thijmen Kupers        | 1 min 46 s 67 |
| 7    | Espagne            | Álvaro de Arriba      | 1 min 47 s 58 |
| 8    | Italie             | Giordano Benedetti    | 1 min 47 s 64 |

| Rang | Pays    | Athlète             | Temps             |
| ---- | ------- | ------------------- | ----------------- |
| 1    | Ukraine | Nataliya Pryshchepa | 1 min 59 s 70     |
| 2    | France  | Renelle Lamote      | 2 min 0 s 19      |
| 3    | Suède   | Lovisa Lindh        | 2 min 0 s 37 (PB) |
| 4    | Suisse  | Selina Büchel       | 2 min 0 s 47      |
| 5    | Italie  | Yusneysi Santiusti  | 2 min 0 s 53      |
| 6    | Pologne | Joanna Jóźwik       | 2 min 0 s 57 (SB) |
| 7    | Norvège | Hedda Hynne         | 2 min 0 s 94 (PB) |
| 8    | Islande | Aníta Hinriksdóttir | 2 min 2 s 55      |

## 1 500 m
| Rang | Pays        | Athlète             | Temps         |
| ---- | ----------- | ------------------- | ------------- |
| 1    | Norvège     | Filip Ingebrigtsen  | 3 min 46 s 65 |
| 2    | Espagne     | David Bustos        | 3 min 46 s 90 |
| 3    | Norvège     | Henrik Ingebrigtsen | 3 min 47 s 18 |
| 4    | Pays-Bas    | Richard Douma       | 3 min 47 s 32 |
| 5    | France      | Florian Carvalho    | 3 min 47 s 32 |
| 6    | Royaume-Uni | Lee Emanuel         | 3 min 47 s 57 |
| 7    | Royaume-Uni | Jake Wightman       | 3 min 47 s 68 |
| 8    | Tchéquie    | Filip Sasínek       | 3 min 47 s 76 |

| Rang | Pays      | Athlète                 | Temps         |
| ---- | --------- | ----------------------- | ------------- |
| 1    | Pologne   | Angelika Cichocka       | 4 min 33 s 00 |
| 2    | Pays-Bas  | Sifan Hassan            | 4 min 33 s 76 |
| 3    | Irlande   | Ciara Mageean           | 4 min 33 s 78 |
| 4    | Norvège   | Ingvill Måkestad Bovim  | 4 min 34 s 15 |
| 5    | Portugal  | Marta Pen               | 4 min 34 s 41 |
| 6    | Allemagne | Maren Kock              | 4 min 34 s 54 |
| 7    | Pologne   | Sofia Ennaoui           | 4 min 34 s 84 |
| 8    | Espagne   | Solange Andreia Pereira | 4 min 34 s 88 |

## 5 000 m
| Rang | Pays        | Athlète             | Temps               |
| ---- | ----------- | ------------------- | ------------------- |
| 1    | Espagne     | Ilias Fifa          | 13 min 40 s 85      |
| 2    | Espagne     | Adel Mechaal        | 13 min 40 s 85      |
| 3    | Allemagne   | Richard Ringer      | 13 min 40 s 85 (SB) |
| 4    | Norvège     | Henrik Ingebrigtsen | 13 min 40 s 86 (SB) |
| 5    | France      | Morhad Amdouni      | 13 min 40 s 94      |
| 6    | Azerbaïdjan | Hayle İbrahimov     | 13 min 42 s 20      |
| 7    | Allemagne   | Florian Orth        | 13 min 45 s 40      |
| 8    | Italie      | Yemaneberhan Crippa | 13 min 46 s 30      |

| Rang | Pays        | Athlète         | Temps               |
| ---- | ----------- | --------------- | ------------------- |
| 1    | Turquie     | Yasemin Can     | 15 min 18 s 15      |
| 2    | Suède       | Meraf Bahta     | 15 min 20 s 54      |
| 3    | Royaume-Uni | Stephanie Twell | 15 min 20 s 70      |
| 4    | Pays-Bas    | Susan Kuijken   | 15 min 23 s 87 (SB) |
| 5    | Royaume-Uni | Laura Whittle   | 15 min 24 s 18      |
| 6    | Royaume-Uni | Eilish McColgan | 15 min 28 s 53      |
| 7    | Belgique    | Louise Carton   | 15 min 42 s 79      |
| 8    | Allemagne   | Geleto Tola     | 15 min 43 s 30      |

## 10 000 m
| Rang | Pays        | Athlète             | Temps               |
| ---- | ----------- | ------------------- | ------------------- |
| 1    | Turquie     | Polat Kemboi Arıkan | 28 min 18 s 52      |
| 2    | Turquie     | Ali Kaya            | 28 min 21 s 42 (SB) |
| 3    | Espagne     | Antonio Abadía      | 28 min 26 s 07      |
| 4    | Ukraine     | Dmytro Lashyn       | 28 min 27 s 90 (PB) |
| 5    | Royaume-Uni | Dewi Griffiths      | 28 min 28 s 55 (PB) |
| 6    | Espagne     | Juan Pérez          | 28 min 37 s 42      |
| 7    | Espagne     | Daniel Mateo        | 28 min 43 s 03 (PB) |
| 8    | Belgique    | Soufiane Bouchikhi  | 29 min 3 s 74       |

| Rang | Pays        | Athlète                   | Temps                    |
| ---- | ----------- | ------------------------- | ------------------------ |
| 1    | Turquie     | Yasemin Can               | 31 min 12 s 86 (AUR, PB) |
| 2    | Portugal    | Dulce Félix               | 31 min 19 s 03 (PB)      |
| 3    | Norvège     | Karoline Bjerkeli Grøvdal | 31 min 23 s 45 (PB)      |
| 4    | Irlande     | Fionnuala McCormack       | 31 min 30 s 74 (SB)      |
| 5    | Royaume-Uni | Jo Pavey                  | 31 min 34 s 61 (SB)      |
| 6    | Italie      | Veronica Inglese          | 31 min 37 s 43 (PB)      |
| 7    | Royaume-Uni | Jess Andrews              | 31 min 38 s 02 (PB)      |
| 8    | Pays-Bas    | Jip Vastenburg            | 32 min 4 s 00 (SB)       |

## Semi-marathon
| Rang | Pays     | Athlète            | Temps               |
| ---- | -------- | ------------------ | ------------------- |
| 1    | Suisse   | Tadesse Abraham    | 1 h 2 min 3 s (CR)  |
| 2    | Turquie  | Kaan Kigen Özbilen | 1 h 2 min 27 s (SB) |
| 3    | Italie   | Daniele Meucci     | 1 h 2 min 38 s (SB) |
| 4    | Pologne  | Marcin Chabowski   | 1 h 2 min 54 s (SB) |
| 5    | Danemark | Abdi Hakin Ulad    | 1 h 3 min 22 s      |
| 6    | Pays-Bas | Abdi Nageeye       | 1 h 3 min 43 s      |
| 7    | France   | Hassan Chahdi      | 1 h 3 min 43 s      |
| 8    | Espagne  | Carles Castillejo  | 1 h 3 min 52 s      |

| Rang | Pays     | Athlète                | Temps                |
| ---- | -------- | ---------------------- | -------------------- |
| 1    | Portugal | Sara Moreira           | 1 h 10 min 19 s (CR) |
| 2    | Italie   | Veronica Inglese       | 1 h 10 min 35 s (SB) |
| 3    | Portugal | Jéssica Augusto        | 1 h 10 min 55 s (SB) |
| 4    | Lituanie | Rasa Drazdauskaitė     | 1 h 11 min 47 s (PB) |
| 5    | Turquie  | Esma Aydemir           | 1 h 11 min 49 s (PB) |
| 6    | Grèce    | Ouranía Reboúli        | 1 h 11 min 52 s (NR) |
| 7    | Roumanie | Monica Madalina Florea | 1 h 11 min 56 s (PB) |
| 8    | Tchéquie | Eva Vrabcová-Nývltová  | 1 h 11 min 49 s      |

## 110 m haies/100 m haies
| Rang | Pays        | Athlète          | Temps        |
| ---- | ----------- | ---------------- | ------------ |
| 1    | France      | Dimitri Bascou   | 13 s 25      |
| 2    | Hongrie     | Balázs Baji      | 13 s 28 (NR) |
| 3    | France      | Wilhem Belocian  | 13 s 33      |
| 4    | Pologne     | Damian Czykier   | 13 s 40      |
| 5    | Chypre      | Milan Trajkovic  | 13 s 44      |
| 6    | France      | Aurel Manga      | 13 s 47      |
| 7    | Espagne     | Yidiel Contreras | 13 s 54      |
| -    | Royaume-Uni | Andrew Pozzi     | DNS          |

| Rang | Pays        | Athlète            | Temps        |
| ---- | ----------- | ------------------ | ------------ |
| 1    | Allemagne   | Cindy Roleder      | 12 s 62 (SB) |
| 2    | Biélorussie | Alina Talay        | 12 s 68      |
| 3    | Royaume-Uni | Tiffany Porter     | 12 s 76      |
| 4    | Suisse      | Clélia Rard-Reuse  | 12 s 96      |
| 5    | Belgique    | Anne Zagré         | 12 s 97      |
| 6    | Grèce       | Elisávet Pesirídou | 13 s 05      |
| 7    | France      | Cindy Billaud      | 13 s 29      |
|      | Allemagne   | Pamela Dutkiewicz  | DNF          |

## 400 m haies
| Rang | Pays        | Athlète          | Temps        |
| ---- | ----------- | ---------------- | ------------ |
| 1    | Turquie     | Yasmani Copello  | 48 s 96      |
| 2    | Espagne     | Sérgio Fernández | 49 s 06      |
| 3    | Suisse      | Kariem Hussein   | 49 s 10      |
| 4    | Finlande    | Oskari Mörö      | 49 s 24 (SB) |
| 5    | Royaume-Uni | Rhys Williams    | 49 s 63      |
| 6    | Norvège     | Karsten Warholm  | 49 s 82      |
| 7    | Slovaquie   | Martin Kučera    | 49 s 82      |
| -    | Royaume-Uni | Jack Green       | DNF          |

| Rang | Pays        | Athlète               | Temps        |
| ---- | ----------- | --------------------- | ------------ |
| 1    | Danemark    | Sara Slott Petersen   | 55 s 12 (SB) |
| 2    | Pologne     | Joanna Linkiewicz     | 55 s 33      |
| 3    | Suisse      | Lea Sprunger          | 55 s 41      |
| 4    | Italie      | Ayomide Folorunso     | 55 s 50 (PB) |
| 5    | Biélorussie | Katsiaryna Belanovich | 56 s 10      |
| 6    | Norvège     | Amalie Hammild Iuel   | 56 s 24      |
| 7    | Danemark    | Stina Troest          | 56 s 34      |
| 8    | Pologne     | Emilia Ankiewicz      | 57 s 31      |

## 3 000 steeple
| Rang | Pays        | Athlète                     | Temps              |
| ---- | ----------- | --------------------------- | ------------------ |
| 1    | France      | Mahiedine Mekhissi-Benabbad | 8 min 25 s 63      |
| 2    | Turquie     | Aras Kaya                   | 8 min 29 s 91 PB   |
| 3    | France      | Yoann Kowal                 | 8 min 30 s 79 (SB) |
| 4    | Espagne     | Sebastián Martos            | 8 min 31 s 93 SB   |
| 5    | Italie      | Jamel Chatbi                | 8 min 32 s 43      |
| 6    | Royaume-Uni | Rob Mullett                 | 8 min 33 s 29      |
| 7    | Estonie     | Kaur Kivistik               | 8 min 33 s 75 SB   |
| 8    | Italie      | Abdoullah Bamoussa          | 8 min 35 s 35      |

| Rang | Pays        | Athlète               | Temps              |
| ---- | ----------- | --------------------- | ------------------ |
| 1    | Allemagne   | Gesa-Felicitas Krause | 9 min 18 s 85 (PB) |
| 2    | Albanie     | Luiza Gega            | 9 min 28 s 52 (NR) |
| 3    | Turquie     | Özlem Kaya            | 9 min 35 s 05 (SB) |
| 4    | Ukraine     | Mariya Shatalova      | 9 min 38 s 17 (SB) |
| 5    | Suisse      | Fabienne Schlumpf     | 9 min 40 s 01 (SB) |
| 6    | Biélorussie | Nastassia Puzakova    | 9 min 42 s 91 (PB) |
| 7    | Irlande     | Michele Finn          | 9 min 43 s 19 (PB) |
| 8    | Espagne     | Diana Martín          | 9 min 43 s 65      |

## Relais 4 × 100 m
| Rang | Pays        | Athlètes                                                                 | Temps        |
| ---- | ----------- | ------------------------------------------------------------------------ | ------------ |
| 1    | Royaume-Uni | James Dasaolu Adam Gemili James Ellington Chijindu Ujah                  | 38 s 17      |
| 2    | France      | Marvin René Stuart Dutamby Mickael-Meba Zeze Jimmy Vicaut                | 38 s 38 (SB) |
| 3    | Allemagne   | Julian Reus Sven Knipphals Roy Schmidt Lucas Jakubczyk                   | 38 s 47      |
| 4    | Pays-Bas    | Solomon Bockarie Churandy Martina Patrick van Luijk Giovanni Codrington  | 38 s 57      |
| 5    | Italie      | Massimiliano Ferraro Federico Cattaneo Davide Manenti Filippo Tortu      | 38 s 69      |
| 6    | Pologne     | Grzegorz Zimniewicz Przemysław Słowikowski Adam Pawłowski Karol Zalewski | 38 s 69      |
| 7    | Suisse      | Pascal Mancini Reto Amaru Schenkel Suganthan Somasundaram Alex Wilson    | 39 s 11      |
| 8    | Ukraine     | Roman Kravtsov Volodymyr Suprun Ihor Bodrov Vitaliy Korzh                | 39 s 46      |

| Rang | Pays        | Athlète                                                                  | Temps        |
| ---- | ----------- | ------------------------------------------------------------------------ | ------------ |
| 1    | Pays-Bas    | Jamile Samuel Dafne Schippers Tessa van Schagen Naomi Sedney             | 42 s 04 (NR  |
| 2    | Royaume-Uni | Asha Philip Dina Asher-Smith Bianca Williams Daryll Neita                | 42 s 45 (SB) |
| 3    | Allemagne   | Tatjana Pinto Lisa Mayer Gina Lückenkemper Rebekka Haase                 | 42 s 48      |
| 4    | Suisse      | Ajla Del Ponte Sarah Atcho Ellen Sprunger Salomé Kora                    | 43 s 00      |
| 5    | France      | Floriane Gnafoua Céline Distel-Bonnet Jennifer Galais Stella Akakpo      | 43 s 05 (SB) |
| 6    | Pologne     | Agata Forkasiewicz Marika Popowicz-Drapala Anna Kiełbasińska Ewa Swoboda | 43 s 24 (SB) |
| 7    | Italie      | Irene Siragusa Gloria Hooper Martina Amidei Audrey Alloh                 | 43 s 57      |
| —    | Ukraine     | Olesya Povh Nataliya Pohrebnyak Mariya Ryemyen Yelizaveta Bryzgina       | DQ           |

## Relais 4 × 400 m
| Rang | Pays        | Athlètes                                                              | Temps             |
| ---- | ----------- | --------------------------------------------------------------------- | ----------------- |
| 1    | Belgique    | Julien Watrin Jonathan Borlée Dylan Borlée Kévin Borlée               | 3 min 1 s 10 (EL) |
| 2    | Pologne     | Łukasz Krawczuk Kacper Kozłowski Jakub Krzewina Rafał Omelko          | 3 min 1 s 18 (SB) |
| 3    | Royaume-Uni | Rabah Yousif Delano Williams Jack Green Matthew Hudson-Smith          | 3 min 1 s 44 (SB) |
| 4    | Tchéquie    | Jan Tesař Pavel Maslák Michal Desenský Patrik Šorm                    | 3 min 3 s 86      |
| 5    | Irlande     | Brian Gregan Craig Lynch David Gillick Thomas Barr                    | 3 min 4 s 32 (SB) |
| 6    | Ukraine     | Danylo Danylenko Yevhen Hutsol Volodymyr Burakov Vitaliy Butrym       | 3 min 4 s 45      |
| 7    | Pays-Bas    | Liemarvin Bonevacia Terrence Agard Bjorn Blauwhof Maarten Stuivenberg | 3 min 4 s 52      |
| 8    | Allemagne   | Johannes Trefz Patrick Schneider Kamghe Gaba Constantin Schmidt       | 3 min 5 s 67      |

| Rang | Pays        | Athlète                                                                    | Temps              |
| ---- | ----------- | -------------------------------------------------------------------------- | ------------------ |
| 1    | Royaume-Uni | Emily Diamond Anyika Onuora Eilidh Doyle Seren Bundy-Davies                | 3 min 25 s 05 (WL) |
| 2    | France      | Phara Anacharsis Brigitte Ntiamoah Marie Gayot Floria Gueï                 | 3 min 25 s 96 (SB) |
| 3    | Italie      | Maria Benedicta Chigbolu Maria Enrica Spacca Chiara Bazzoni Libania Grenot | 3 min 27 s 49 (SB) |
| 4    | Pologne     | Ewelina Ptak Małgorzata Hołub Patrycja Wyciszkiewicz Justyna Święty        | 3 min 27 s 60 (SB) |
| 5    | Allemagne   | Laura Müller Friederike Möhlenkamp Lara Hoffmann Ruth Sophia Spelmeyer     | 3 min 27 s 60 (SB) |
| 6    | Pays-Bas    | Laura de Witte Lisanne de Witte Eva Hovenkamp Nicky van Leuveren           | 3 min 29 s 23      |
| 7    | Roumanie    | Adelina Pastor Anamaria Ioniţă Sanda Belgyan Andrea Miklos                 | 3 min 30 s 63      |
| —    | Ukraine     | Yuliya Olishevska Olha Bibik Tetyana Melnyk Olha Zemlyak                   | DQ                 |

## Saut en hauteur
| Rang | Pays        | Athlète                 | Marque      |
| ---- | ----------- | ----------------------- | ----------- |
| 1    | Italie      | Gianmarco Tamberi       | 2,32 m      |
| 2    | Royaume-Uni | Robert Grabarz          | 2,29 m      |
| 3    | Royaume-Uni | Chris Baker             | 2,29 m (PB) |
| 3    | Allemagne   | Eike Onnen              | 2,29 m      |
| 5    | Bulgarie    | Tihomir Ivanov          | 2,24 m      |
| 6    | Grèce       | Konstadínos Baniótis    | 2,24 m      |
| 7    | Tchéquie    | Jaroslav Bába           | 2,24 m      |
| 7    | Chypre      | Dimítrios Chondrokoúkis | 2,24 m      |

| Rang | Pays      | Athlète                    | Marque      |
| ---- | --------- | -------------------------- | ----------- |
| 1    | Espagne   | Ruth Beitia                | 1,98 m (SB) |
| 2    | Bulgarie  | Mirela Demireva            | 1,96 m      |
| 2    | Lituanie  | Airinė Palšytė             | 1,96 m (SB) |
| 4    | Belgique  | Nafissatou Thiam           | 1,93 m      |
| 5    | Allemagne | Marie-Laurence Jungfleisch | 1,93 m (SB) |
| 6    | Ukraine   | Oksana Okuneva             | 1,89 m      |
| 6    | Italie    | Desirée Rossit             | 1,89 m      |
| 6    | Italie    | Alessia Trost              | 1,89 m      |

## Saut à la perche
| Rang | Pays      | Athlète                | Marque |
| ---- | --------- | ---------------------- | ------ |
| 1    | Pologne   | Robert Sobera          | 5,60 m |
| 2    | Tchéquie  | Jan Kudlička           | 5,60 m |
| 3    | Slovénie  | Robert Renner          | 5,50 m |
| 4    | Belgique  | Ben Broeders           | 5,50 m |
| 4    | Pologne   | Piotr Lisek            | 5,50 m |
| 6    | Lettonie  | Mareks Ārents          | 5,50 m |
| 7    | Allemagne | Karsten Dilla          | 5,30 m |
| 7    | Grèce     | Konstadínos Filippídis | 5,30 m |
| 7    | Croatie   | Ivan Horvat            | 5,30 m |
| 7    | Pologne   | Paweł Wojciechowski    | 5,30 m |

| Rang | Pays      | Athlète                | Marque      |
| ---- | --------- | ---------------------- | ----------- |
| 1    | Grèce     | Ekateríni Stefanídi    | 4,81 m      |
| 2    | Allemagne | Lisa Ryzih             | 4,70 m (SB) |
| 3    | Suède     | Angelica Bengtsson     | 4,65 m (SB) |
| 4    | Grèce     | Nikoléta Kiriakopoúlou | 4,55 m      |
| 5    | Suède     | Michaela Meijer        | 4,55 m      |
| 6    | Pays-Bas  | Femke Pluim            | 4,45 m (SB) |
| 7    | Finlande  | Wilma Murto            | 4,45 m      |
| 7    | Suisse    | Angelica Moser         | 4,45 m (PB) |

## Saut en longueur
| Rang | Pays        | Athlète                 | Marque            |
| ---- | ----------- | ----------------------- | ----------------- |
| 1    | Royaume-Uni | Greg Rutherford         | 8,25 m (+0,5 m/s) |
| 2    | Suède       | Michel Tornéus          | 8,21 m (+2,1 m/s) |
| 3    | Pays-Bas    | Ignisious Gaisah        | 7,93 m (0,0 m/s)  |
| 4    | Tchéquie    | Radek Juška             | 7,93 m (+2,1 m/s) |
| 5    | Finlande    | Kristian Bäck           | 7,91 m (+2,5 m/s) |
| 6    | Allemagne   | Fabian Heinle           | 7,87 m (+1,7 m/s) |
| 7    | France      | Kafétien Gomis          | 7,84 m (0,0 m/s)  |
| 8    | Biélorussie | Kanstantsin Barycheuski | 7,75 m (0,0 m/s)  |

| Rang | Pays        | Athlète           | Marque                 |
| ---- | ----------- | ----------------- | ---------------------- |
| 1    | Serbie      | Ivana Španović    | 6,94 m (+0,9 m/s)      |
| 2    | Royaume-Uni | Jazmin Sawyers    | 6,86 m (+2,8 m/s)      |
| 3    | Allemagne   | Malaika Mihambo   | 6,65 m (+2,0 m/s)      |
| 4    | Estonie     | Ksenija Balta     | 6,65 m (+1,4 m/s) (SB) |
| 5    | Turquie     | Karin Melis Mey   | 6,62 m (+1,1 m/s)      |
| 6    | Suède       | Khaddi Sagnia     | 6,59 m (+1,0 m/s)      |
| 7    | Allemagne   | Alexandra Wester  | 6,51 m (+0,4 m/s)      |
| 8    | Norvège     | Nadia Akpana Assa | 6,51 m (+1,1 m/s)      |

## Triple saut
| Rang | Pays        | Athlète             | Marque                     |
| ---- | ----------- | ------------------- | -------------------------- |
| 1    | Allemagne   | Max Heß             | 17,20 m (+0,5 m/s) (EL,PB) |
| 2    | Pologne     | Karol Hoffmann      | 17,16 m (+0,1 m/s) (PB)    |
| 3    | Royaume-Uni | Julian Reid         | 16,76 m (+0,5 m/s) (SB)    |
| 4    | Bulgarie    | Momchil Karailiev   | 16,65 m (+0,1 m/s)         |
| 5    | Biélorussie | Maksim Niastiarenka | 16,63 m (+0,4 m/s)         |
| 6    | Turquie     | Şeref Osmanoğlu     | 16,55 m (-1,4 m/s)         |
| 7    | Bulgarie    | Georgi Tsonov       | 16,53 m (+0,7 m/s)         |
| 8    | Espagne     | Pablo Torrijos      | 16,34 m (+0,7 m/s)         |

| Rang | Pays      | Athlète                 | Marque                  |
| ---- | --------- | ----------------------- | ----------------------- |
| 1    | Portugal  | Patrícia Mamona         | 14,58 m (+0,8 m/s) (NR) |
| 2    | Israël    | Hanna Minenko           | 14,51 m (+2,9 m/s)      |
| 3    | Grèce     | Paraskeví Papahrístou   | 14,47 m (-1,0 m/s)      |
| 4    | Pologne   | Anna Jagaciak Michalska | 14,40 m (+3,2 m/s)      |
| 5    | Portugal  | Susana Costa            | 14,34 m (0,0 m/s) (PB)  |
| 6    | Ukraine   | Olha Saladukha          | 14,23 m (-0,6 m/s)      |
| 7    | Allemagne | Jenny Elbe              | 14,08 m (+1,7 m/s)      |
| 8    | Allemagne | Kristin Gierisch        | 14,03 m (-2,0 m/s)      |

## Lancer du poids
| Rang | Pays      | Athlète           | Marque       |
| ---- | --------- | ----------------- | ------------ |
| 1    | Allemagne | David Storl       | 21,31 m (SB) |
| 2    | Pologne   | Michał Haratyk    | 21,19 m      |
| 3    | Portugal  | Tsanko Arnaudov   | 20,59 m (SB) |
| 4    | Pologne   | Konrad Bukowiecki | 20,58 m      |
| 5    | Serbie    | Asmir Kolašinac   | 20,43 m      |
| -    | Roumanie  | Andrei Toader     | DQ           |
| 6    | Allemagne | Tobias Dahm       | 20,25 m      |
| 7    | Espagne   | Borja Vivas       | 20,16 m      |
| 8    | Croatie   | Stipe Žunić       | 19,95 m      |

| Rang | Pays        | Athlète              | Marque       |
| ---- | ----------- | -------------------- | ------------ |
| 1    | Allemagne   | Christina Schwanitz  | 20,17 m (SB) |
| 2    | Hongrie     | Anita Márton         | 18,72 m      |
| 3    | Turquie     | Emel Dereli          | 18,22 m      |
| 4    | Biélorussie | Yuliya Leantsiuk     | 18,20 m      |
| 5    | Bulgarie    | Radoslava Mavrodieva | 18,10 m      |
| 6    | Biélorussie | Aliona Dubitskaya    | 18,03 m      |
| 7    | Allemagne   | Sara Gambetta        | 17,95 m (PB) |
| 8    | Pays-Bas    | Melissa Boekelman    | 17,92 m      |

## Lancer du disque
| Rang | Pays      | Athlète           | Marque       |
| ---- | --------- | ----------------- | ------------ |
| 1    | Pologne   | Piotr Małachowski | 67,06 m      |
| 2    | Belgique  | Philip Milanov    | 65,71 m      |
| 3    | Estonie   | Gerd Kanter       | 65,27 m (SB) |
| 4    | Allemagne | Christoph Harting | 65,13 m      |
| 5    | Suède     | Daniel Ståhl      | 64,77 m      |
| 6    | Hongrie   | Zoltán Kővágó     | 64,66 m      |
| 7    | Estonie   | Martin Kupper     | 63,55 m      |
| 8    | Allemagne | Daniel Jasinski   | 63,35 m      |

| Rang | Pays        | Athlète              | Marque  |
| ---- | ----------- | -------------------- | ------- |
| 1    | Croatie     | Sandra Perković      | 69,97 m |
| 2    | Allemagne   | Julia Fischer        | 65,77 m |
| 3    | Allemagne   | Shanice Craft        | 63,89 m |
| 4    | Allemagne   | Nadine Müller        | 62,63 m |
| 5    | France      | Mélina Robert-Michon | 62,47 m |
| 6    | Ukraine     | Nataliya Semenova    | 62,21 m |
| 7    | Royaume-Uni | Jade Lally           | 60,29 m |
| 8    | France      | Pauline Pousse       | 59,62 m |

## Lancer du marteau
| Rang | Pays        | Athlète            | Marque  |
| ---- | ----------- | ------------------ | ------- |
| 1    | Pologne     | Paweł Fajdek       | 80,93 m |
| 2    | Biélorussie | Ivan Tikhon        | 78,84 m |
| 3    | Pologne     | Wojciech Nowicki   | 77,53 m |
| 4    | Grèce       | Mihaíl Anastasákis | 75,89 m |
| 5    | Slovaquie   | Marcel Lomnický    | 75,84 m |
| 6    | Biélorussie | Siarhei Kalamoyets | 74,65 m |
| 7    | Finlande    | David Söderberg    | 74,22 m |
| 8    | Moldavie    | Serghei Marghiev   | 73,21 m |

| Rang | Pays        | Athlète           | Marque       |
| ---- | ----------- | ----------------- | ------------ |
| 1    | Pologne     | Anita Włodarczyk  | 78,14 m      |
| 2    | Allemagne   | Betty Heidler     | 75,77 m (SB) |
| 3    | Azerbaïdjan | Hanna Skydan      | 73,83 m      |
| 4    | Royaume-Uni | Sophie Hitchon    | 71,74 m      |
| 5    | Moldavie    | Zalina Marghieva  | 71,73 m      |
| 6    | Pologne     | Malwina Kopron    | 70,91 m      |
| 7    | Slovaquie   | Martina Hrašnová  | 70,62 m      |
| 8    | Ukraine     | Iryna Novozhylova | 70,18 m      |

## Lancer du javelot
| Rang | Pays      | Athlète            | Marque       |
| ---- | --------- | ------------------ | ------------ |
| 1    | Lettonie  | Zigismunds Sirmais | 86,66 m (PB) |
| 2    | Tchéquie  | Vítězslav Veselý   | 83,59 m      |
| 3    | Finlande  | Antti Ruuskanen    | 82,44 m      |
| 4    | Estonie   | Risto Mätas        | 82,03 m (SB) |
| 5    | Allemagne | Thomas Röhler      | 80,78 m      |
| 6    | Pologne   | Marcin Krukowski   | 79,49 m (SB) |
| 7    | Suède     | Kim Amb            | 79,36 m      |
| 8    | Pologne   | Kacper Oleszczuk   | 79,34 m      |

| Rang | Pays        | Athlète              | Marque       |
| ---- | ----------- | -------------------- | ------------ |
| 1    | Biélorussie | Tatsiana Khaladovich | 66,34 m (NR) |
| 2    | Allemagne   | Linda Stahl          | 65,25 m (SB) |
| 3    | Croatie     | Sara Kolak           | 63,50 m (NR) |
| 4    | Allemagne   | Katharina Molitor    | 63,20 m (SB) |
| 5    | Tchéquie    | Barbora Špotáková    | 62,66 m      |
| 6    | Slovénie    | Martina Ratej        | 60,65 m      |
| 7    | Lettonie    | Madara Palameika     | 60,39 m      |
| 8    | Islande     | Ásdís Hjálmsdóttir   | 60,37 m      |

## Décathlon/Heptathlon
| Rang | Pays        | Athlète                 | Points     |
| ---- | ----------- | ----------------------- | ---------- |
| 1    | Belgique    | Thomas Van der Plaetsen | 8 218 (SB) |
| 2    | Tchéquie    | Adam Sebastian Helcelet | 8 157 (SB) |
| 3    | Serbie      | Mihail Dudaš            | 8 153      |
| 4    | Ukraine     | Oleksiy Kasyanov        | 8 072 (SB) |
| 5    | Royaume-Uni | Ashley Bryant           | 8 040      |
| 6    | France      | Romain Barras           | 8 002      |
| 7    | Pays-Bas    | Pieter Braun            | 7 945      |
| 8    | Suède       | Marcus Nilsson          | 7 942 (SB) |

| Rang | Pays     | Athlète                  | Points     |
| ---- | -------- | ------------------------ | ---------- |
| 1    | Pays-Bas | Anouk Vetter             | 6 626 (NR) |
| 2    | France   | Antoinette Nana Djimou   | 6 458 (SB) |
| 3    | Autriche | Ivona Dadic              | 6 408 (NR) |
| 4    | Hongrie  | Xénia Krizsán            | 6 266 (SB) |
| 5    | Hongrie  | Györgyi Zsivoczky-Farkas | 6 144 (SB) |
| 6    | Tchéquie | Kateřina Cachová         | 6 051      |
| 7    | Autriche | Verena Preiner           | 6 050 (PB) |
| 8    | Grèce    | Sofía Ifadídou           | 6 025 (SB) |

## Légende
Records et Performances
- AR : Record continental (area record)
- CR : Record des championnats (championship record)
- MR : Record du meeting (meet record)
- NR : Record national (national record)
- OR : Record olympique (olympic record)
- PR : Record paralympique (paralympic record)
- PB : Record personnel (personal best)
- SB : Meilleure performance personnelle de la saison (season's best)
- WL : Meilleure performance mondiale de l'année (world leader)
- WJR : Record du monde junior (world junior record)
- WR : Record du monde (world record)

Circonstances et Conditions
- DNF : N'a pas terminé (did not finish)
- DNS : N'a pas pris le départ (did not start)
- DQ : Disqualification (disqualification)
- NM : Aucun essai valable enregistré (No Mark)
- Q : Qualifié « directement » au prochain tour (ou à la prochaine compétition), lors d'une compétition majeure, grâce au classement ou à la réalisation des minima (automatic qualifier)
- q : Qualifié au prochain tour (ou à la prochaine compétition), lors d'une compétition majeure, grâce au repêchage ou à la réalisation de l'une des meilleures performances parmi celles des « non qualifiés directement » (grâce au meilleur temps ou à la meilleure distance par exemple) (secondary qualifier)

EUR Record européen U23 | NUR Record national U23